# Табла
Та́бла — це невеликий парний барабан, основний ударний інструмент в індійській класичній музиці північноіндійської традиції гіндустанців (Північна Індія, Непал, Пакистан, Бангладеш). Використовується для акомпанементу сольних сітари, сароду, саранги, для супроводу танцю в стилі катхак, іноді як сольний інструмент. Також поширений у фольклорі, популярній та релігійній музиці (бхаджан, каваллі країн індійського субконтиненту. Грають на таблі руками.
Точних відомостей про походження табли немає. Але за сучасною традицією авторство цього інструменту приписують Аміру Хусро. Сама назва «табла» — іноземна, але вона ніяк не стосується цього інструменту.
Табла винахід знаходиться в Індії. Різьблені фігурки в Bhaja Caves в штаті Махараштра в Індії показує жінку, що грає на таблі та іншу жінку, що виконує танець, починаючи з 200 м до н. е. Taals розробила так епох Веди або Упанішад в Індії. В результаті табла була в існуванні задовго до того, навіть пакхавадже. Цілком імовірно, що інструмент, що нагадує таблу існував набагато раніше.
З стабільного доказів, знайдених в різьбленням на Бхаджа печер, можна констатувати, що табла є індійський винахід. Є багато інших малюнків табла на скронях по всій Індії. Наприклад, різьба 12 століття на Hoysala храму в штаті Карнатака, Індія показує жінку, що грає на таблі.
Існує легенда, що розповідає про походження табли. У часи Акбара жили два професійні виконавці на пакхаваджі. Вони були непримиримими суперниками і постійно змагалися. Якось під час палкої сварки барабанного змагання один із суперників — Судхар Хан — зазнав поразки і, не витримавши цього, кинув свій пакхавадж на землю. Барабан розбився, і на землі виявилося два нові інструменти — табла і дагга.

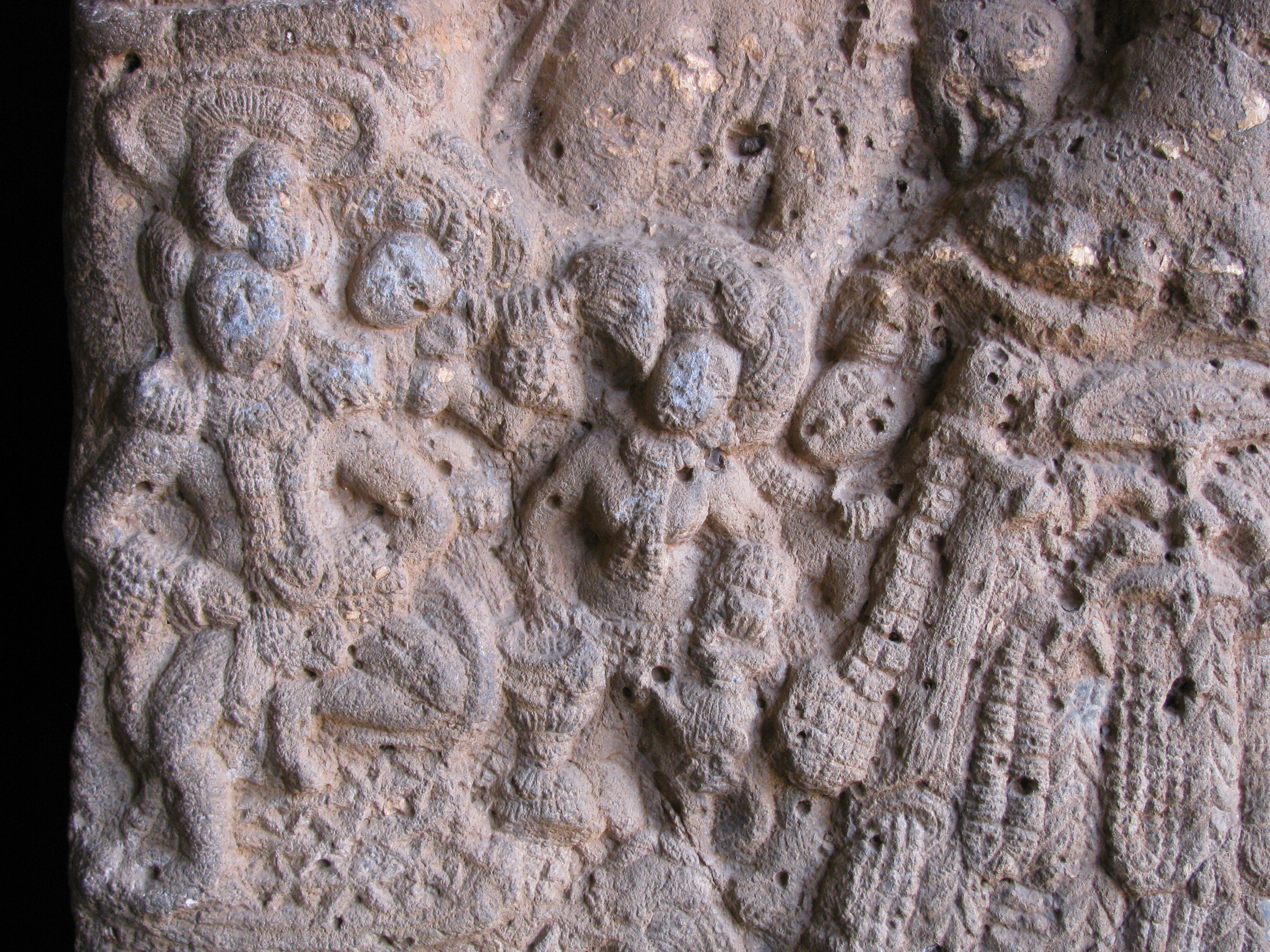
Різьблення 200 р. до н. е. з печер Бхаджа, Махараштра, Індія, на якому зображена жінка, яка грає на таблі, та інша танцюристка.

Великий барабан називається байай, а малий — дайна.
Один із найвідоміших музик, що прославив таблу, — Закір Хусейн.

## Опис
Малий барабан із дерева називається дайя (у перекладі з хінді — правий) або табла. Корпус у вигляді усіченого конуса. Орієнтовні розміри: висота 27 см, діаметр мембрани 13 см.

Гармоній, гра табла